# Quinta República de Corea del Sur
La Quinta República de Corea del Sur fue un gobierno de Corea del Sur que existio desde marzo de 1981 hasta diciembre de 1987. El período fue establecido en marzo de 1981 por Chun Doo-hwan, un colega militar del presidente y dictador Park Chung-hee, después de su asesinato, durante su existencia, fue gobernado por el Partido de la Justicia Democrática que funciono como una dictadura de facto de Partido único creada para reformar ampliamente Corea del Sur para democratizar y desmantelar el sistema autocrático de Park. La quinta república enfrentó una creciente oposición del Movimiento de Democratizacion en el Levantamiento de Gwangju, y el Movimiento Democrático de junio de 1987 que deron como resultado resultado en la elección de Roh Tae-woo en las Primeras elecciones democráticas. La quinta república se disolvió tres días después de las elecciones tras la adopción de una nueva constitución que sentó las bases para un sistema relativamente democrático estable de la actual sexta República de Corea.

## Historia

### Antecedentes
Park Chung-hee se había desempeñado como líder de Corea del Sur desde julio de 1961, durante el cual fue un dictador militar de facto y mantuvo su poder casi absoluto a través de como legales e ilegales. Park originalmente llegó al poder como presidente del Consejo Supremo de Reconstrucción Nacional dos meses después del golpe de Estado del 16 de mayo (que él había liderado) que derrocó a la Segunda República de Corea. El Consejo Supremo estableció un la junta militar provisional un gobierno que priorizó el desarrollo económico de Corea del Sur, pero enfrentó una fuerte presión por parte Estados Unidos para restaurar el gobierno civil. En 1963, Park abdicó de su cargo militar para postularse como presidente en las elecciones presidenciales de octubre de 1963, derrotando al actual presidente Yun Posun e inaugurando la Tercera República de Corea dos meses después, en diciembre. La Tercera República se presentó como un retorno al gobierno civil bajo la Asamblea Nacional, pero en realidad fue una continuación de la dictadura militar de Park y el gobierno estaba compuesto predominantemente por miembros del Consejo Supremo. Park ganó en las elecciones presidenciales de 1967 y la Asamblea Nacional aprobó una enmienda constitucional que le permitió cumplir un tercer mandato,  ganó en las elecciones presidenciales de 1971 contra Kim Dae-jung. En diciembre de 1971, Park declaró el estado de emergencia. El 10 de octubre de 1972, Park lanzó un autogolpe conocido como la Restauración de Octubre, disolviendo la Asamblea Nacional, suspendiendo la constitución y declarando la ley marcial en todo el país. Park encargó el trabajo en una nueva constitución, conocida como la Constitución de Yushin, que esencialmente formalizó sus poderes dictatoriales de larga data y lo garantizó como presidente vitalicio. El 21 de noviembre de 1973, la Constitución de Yushin fue aprobada en el referéndum constitucional de Corea del Sur de 1972 con el 92,3% de los votos y entró en vigor, disolviendo la Tercera República y estableciendo la Cuarta República de Corea .

### Establecimiento
La popularidad de Park en Corea del Sur disminuyó durante la década de 1970, cuando el crecimiento económico de la década de 1960 comenzó a disminuir y el público se volvió más crítico con su autoritarismo . El 26 de octubre de 1979, Kim Jae-gyu, director de la Agencia Central de Inteligencia de Corea (KCIA), asesinó a Park en una casa de seguridad, lo que provocó una agitación política en Corea del Sur. El sucesor de Park, Choi Kyu-hah, fue un presidente ineficaz cuya autoridad fue ignorada en gran medida por la élite política. En diciembre, el general de división Chun Doo-hwan, presidente del Comando de Seguridad de la Defensa y excolega militar de Park, derrocó al gobierno de Choi en el golpe de Estado del 12 de diciembre y, durante los meses siguientes, obtuvo el control de la mayoría de los aparatos gubernamentales. . En mayo de 1980, Chun lanzó el Golpe de Estado del 17 de mayo que estableció una dictadura militar y declaró la ley marcial . Chun reprimió violentamente el posterior movimiento democrático en el Levantamiento de Gwangju contra su gobierno en la ciudad de Gwangju, durante el cual pudieron haber muerto entre 200 y 600 personas. En agosto, Choi renunció y Chun fue elegido presidente en las elecciones presidenciales de 1980 por el Consejo Nacional, sin oposición y ganando el 99,37% de los votos. En octubre, Chun abolió todos los partidos políticos y estableció el suyo propio, el Partido de la Justicia Democrática, que en realidad fue un cambio cosmético del Partido Republicano Democrático de Park que gobernó Corea del Sur desde 1963. Poco después, se promulgó una nueva constitución que, si bien era mucho menos autoritaria que la Constitución Yusin de Park, otorgaba poderes bastante amplios al presidente.
La Quinta República de Corea se inauguró formalmente el 3 de marzo de 1981, cuando Chun asumió como presidente después de ser reelegido en las elecciones presidenciales de febrero de 1981.

### Democratización
La Quinta República supervisó la transición de Corea del Sur de un estado históricamente autocrático a un país democrático. Aunque Chun desmanteló gradualmente las estructuras gubernamentales autocráticas establecidas por Park, su presidencia estuvo plagada de indignación pública por su reacción al Levantamiento de Gwangju en 1980. Los asesinatos en la masacre consolidaron el apoyo nacional a la democracia y muchas personas protestaron por una democratización más rápida. Chun reorganizó el sistema de gobierno y creó numerosos ministerios nuevos, pero Corea del Sur siguió siendo un estado de partido único bajo el Partido de la Justicia Democrática y no se celebraron elecciones legítimas. A mediados de la década de 1980, Chun comenzó a liberar a los presos políticos detenidos durante su ascenso al poder. En 1985, se fundó el Nuevo Partido Democrático de Corea como sucesor del Nuevo Partido Democrático, que incluyó a notables líderes de la oposición como Kim Dae-jung y Kim Young-sam, e hizo campaña prometiendo mayores derechos democráticos. NPDC se convirtió en la oposición en la Asamblea Nacional después de su gran éxito en las elecciones legislativas de Corea del Sur de 1985, con solo un 6% menos de votos que el Partido de la Justicia Democrática de Chun.  Según se informa, el éxito electoral del NPDC conmocionó y enfureció a Chun.  Sin embargo, en 1986 el NKDP experimentó conflictos ideológicos internos sobre la severidad de la oposición a Chun, y en 1987 la facción de Kim Young-sam se dividió para formar el Partido Democrático de la Reunificación.

### Disolución
En enero de 1987, la muerte de Bak Jongcheol provocó un estallido en el movimiento de democratización y provocó protestas generalizadas. Bak, estudiante de la Universidad Nacional de Seúl y activista del movimiento democrático, murió por causas relacionadas con la tortura policial tras ser arrestado en una protesta. En junio de 1987, la muerte de Lee Han-yeol, un manifestante asesinado por una granada de gas lacrimógeno de la policía en una de las manifestaciones posteriores a la muerte de Bak, provocó que el movimiento democrático ejerciera una presión implacable sobre Chun. Los manifestantes exigieron la celebración de elecciones, así como la institución de otras reformas democráticas, incluidas elecciones presidenciales directas. El 10 de junio, Chun anunció su elección de Roh Tae-woo como próximo presidente, lo que fue recibido con ofensa por parte de los manifestantes. Sin embargo, no dispuestos a recurrir a la violencia antes de los Juegos Olímpicos de 1988 y creyendo que Roh podría ganar elecciones legítimas debido a las divisiones dentro de la oposición, Chun y Roh accedieron a las demandas clave de elecciones presidenciales directas y la restauración de las libertades civiles. El 16 de diciembre de 1987, Roh ganó las elecciones presidenciales de 1987 con el 36,6% de los votos, las primeras elecciones nacionales honestas en Corea del Sur en dos décadas. Tres días después, el 19 de diciembre, entró en vigor una nueva constitución altamente democrática y liberal, disolviendo la Quinta República y estableciendo la actual Sexta República de Corea . Chun terminó su mandato y entregó la presidencia a Roh el 25 de febrero de 1988.

## Economía

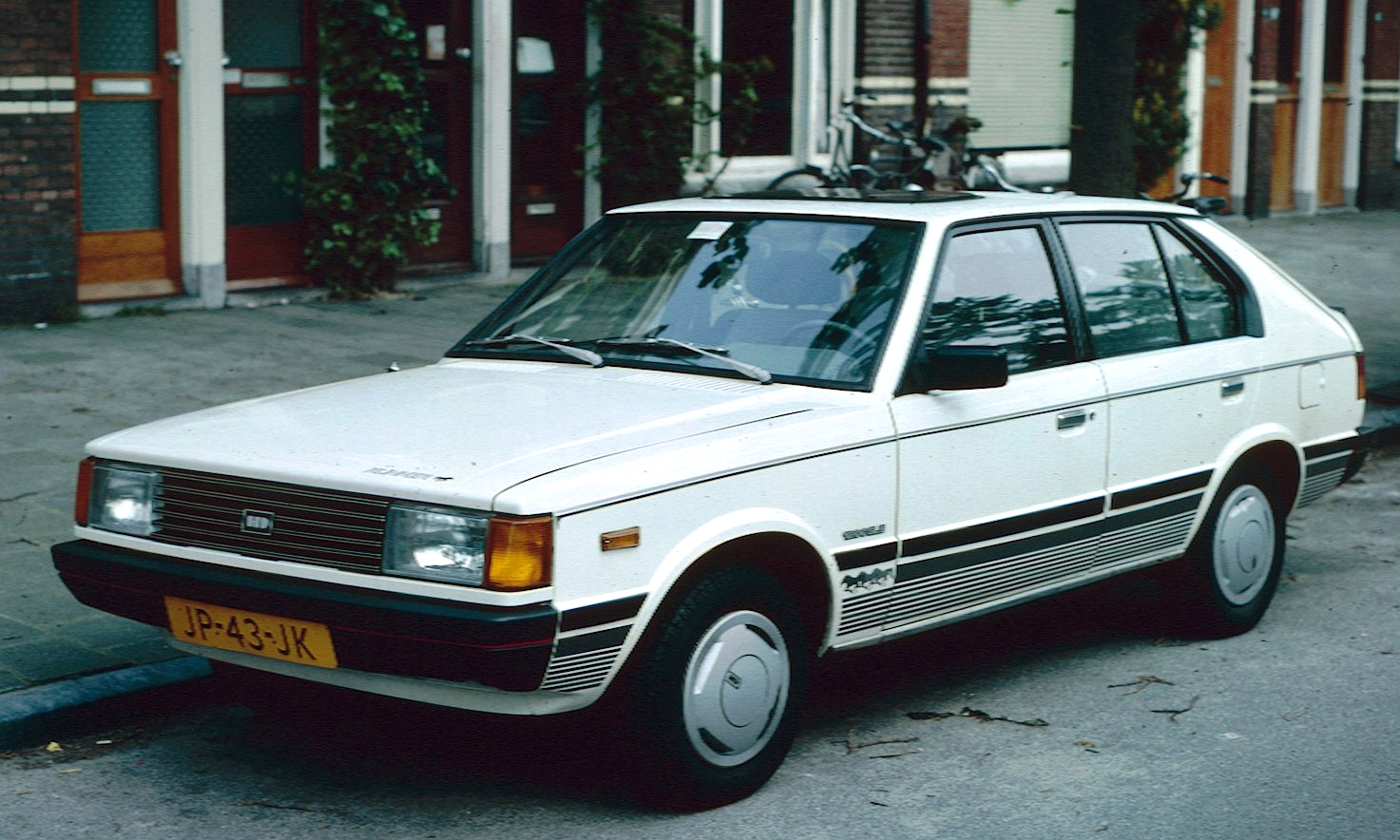
El Hyundai Pony, el primer automóvil producido en masa de Corea del Sur, comenzó a exportarse durante la Quinta República.

La Quinta República experimentó dificultades económicas durante la primera mitad de la década de 1980, cuando la deuda externa se convirtió en un problema importante tras el rápido desarrollo económico de las décadas de 1960 y 1970. Surgieron muchos problemas, como el escándalo Lee-Chang, el primer escándalo financiero de la presidencia de Chun, y el desmantelamiento del International Group, un importante conglomerado coreano. La caída de los precios del petróleo, la caída del valor del dólar estadounidense y la caída de las tasas de interés también afectaron la economía del país.
A mediados de la década de 1980, la economía de Corea del Sur mejoró y las industrias de alta tecnología, como la fabricación de productos electrónicos y semiconductores, se volvieron exitosas. En 1986, Hyundai Motors comenzó a exportar los modelos Pony y Excel a los Estados Unidos, la primera señal de que Corea del Sur estaba compitiendo con los países desarrollados en la industria automotriz . Gracias a las exportaciones, el producto nacional bruto (PNB) creció rápidamente y la tasa de crecimiento promedio anual se mantuvo en torno al 10%. En 1987, el PIB per cápita superó los 3.000 dólares. El inicio de la transmisión de televisión en color en 1980 también fue una señal de crecimiento económico.
La economía de Corea del Sur continuó dominada por conglomerados familiares conocidos como chaebols y su influencia creció durante la Quinta República. La participación de los 10 conglomerados más grandes en el producto nacional bruto aumentó del 33% en 1979 al 54% en 1989, mientras que el número de empresas afiliadas en los 30 conglomerados más grandes aumentó de 126 en 1970 a 429 en 1979 y 513 en 1989. La liberalización de las importaciones vio ampliada la entrada de productos agrícolas y ganaderos. Sin embargo, las políticas del gobierno proporcionaron un entorno favorable para las grandes empresas, mientras que la economía rural se vio gravemente dañada por la importación de productos agrícolas extranjeros baratos. La tasa de autoabastecimiento de granos cayó del 86% en 1970 al 48,4% en 1985. Por lo tanto, los productos agrícolas y ganaderos extranjeros ocuparon una gran parte de los alimentos consumidos por los surcoreanos. Mientras que las áreas urbanas crecieron en riqueza y tamaño, en contraste, la población rural disminuyó rápidamente y muchos campesinos del campo migraron a las ciudades. Los migrantes rurales a menudo vivían en la pobreza en lo más bajo de la sociedad urbana, participando en trabajos industriales o de servicios y, a veces, en actividades ilegales.

## Relaciones internacionales
La Quinta República mantuvo estrechas relaciones con Estados Unidos y Japón bajo la bandera del anticomunismo, promoviendo una Alianza Triangular Corea-Estados Unidos-Japón. La fuerte postura proestadounidense del gobierno de Chun provocó una reacción de antiamericanismo en el movimiento de democratización, que había sido tratado con sospecha por Estados Unidos junto con otros movimientos estudiantiles. Si bien las relaciones militares con Japón eran sólidas, la Quinta República fue testigo de un aumento del sentimiento antijaponés en Corea del Sur debido a varias disputas culturales y políticas, principalmente relacionadas con la historia del dominio japonés en Corea . Los ejemplos incluyen las controversias de los libros de texto de historia japonesa y los problemas con el sistema de inmigración japonés para los coreanos Zainichi .
Las relaciones de Corea del Sur con Corea del Norte se descongelaron durante el comienzo de la Quinta República, y se anunciaron planes de unificación propuestos, pero solo tenían condiciones favorables para sus respectivos países y se utilizaron principalmente para propaganda. Las relaciones norcoreanas se agriaron en 1983 después del bombardeo de Rangún, un intento de asesinato del presidente Chun durante una visita de estado a Rangún, Birmania . Tres agentes norcoreanos detonaron una bomba en el Mausoleo de los Mártires con la intención de matar a Chun durante una ceremonia de colocación de coronas para conmemorar a Aung San. La explosión mató a 21 personas, incluidos cuatro altos políticos surcoreanos: el ministro de Relaciones Exteriores, Lee Beom-seok, el ministro de recursos energéticos, Suh Sang-chul, el ministro de planificación económica y vice primer ministro, Suh Suk-Joon, y el ministro de Comercio e Industria, Kim Dong-Whie. En septiembre de 1984, las relaciones mejoraron cuando Corea del Norte envió grandes cantidades de ayuda a Corea del Sur durante las grandes inundaciones. La ayuda fue aceptada por Chun a pesar del atentado norcoreano contra su vida menos de un año antes. En 1985, Chun propuso una cumbre intercoreana que finalmente se celebró en septiembre en Seúl. La cumbre se consideró un éxito en las relaciones intercoreanas, pero el bombardeo del vuelo 858 de Korean Air el 29 de noviembre de 1987 por parte de agentes norcoreanos volvió a dañar las relaciones.
La Quinta República continuó con la postura abiertamente prooccidental de Corea del Sur y promovió lazos diplomáticos más fuertes con los países de la OTAN en Europa, con la esperanza de formar mayores lazos económicos con la Comunidad Europea . La Quinta República también comenzó a establecer relaciones diplomáticas con varios países africanos y asiáticos, incluidos los Emiratos Árabes Unidos, Líbano, Pakistán, Brunéi y Bután.

## Otras lecturas
- Hwang, Ingu (2022). Human Rights and Transnational Democracy in South Korea (en inglés). University of Pennsylvania Press. ISBN 978-0-8122-9821-5.